# Vajdasági Rádió és Televízió
A Vajdasági Rádió és Televízió a regionális közszolgálati műsorszolgáltató a szerbiai Vajdaság tartományban. Székhelye Újvidéken található.

## Nyelvváltás
A Vajdasági Rádió 7 nyelven sugároz műsorokat: szerb, magyar, horvát, szlovák, ruszin, román és cigány nyelven.
Egyes tévéműsorokat jelnyelvre is lefordítanak.
2011 őszétől német nyelvű műsorokat és híreket is sugároznak.

## Rádió
A következő rádiócsatornákkal rendelkezik: 
- RNS 1 (Радио Нови Сад 1), szerb
- RNS 2 (Радио Нови Сад 2), magyar
- RNS 3 (Радио Нови Сад 3), horvát, ruszin, román és cigány.

## Televízió
- RTV 1 (Радио телевизион Војводине 1), szerb nyelven.
- RTV 2 (Радио телевизион Војводине 2), szerb és kisebbségi nyelveken.